# José Fioroni
José Fioroni (nacido en Rosario) fue un futbolista argentino; se desempeñaba como mediocampista y desarrolló su carrera íntegramente en Rosario Central.

## Carrera

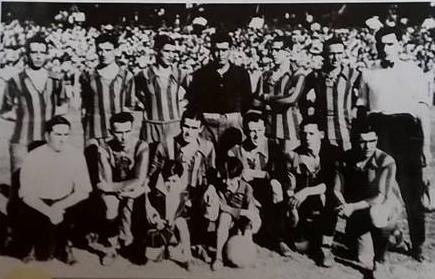
Equipo de Rosario Central que se coronó en 1928, al vencer a Newell's en partido desempate. Parados: Arturo Podestá, José Fioroni, Francisco de Cicco, Octavio Díaz, Ernesto Cordones, Félix Romano; hincados: Ricardo Reol, Armando Bertei, José Podestá, Alberto Retto, Antonio Miguel.

Sus participaciones iniciales en el primer equipo centralista se dieron durante 1918; marcó ese año su primer gol, ante el Club Atlético Belgrano de Rosario por la 11.ª fecha de la Copa Vila, con triunfo de su equipo 2-0.
Al año siguiente se afianzó como titular en la línea media del canalla ante el prematuro retiro de Eduardo Blanco por lesión. Fue acompañado en dicha zona de la cancha por Jacinto Perazzo, quien lo acompañaría durante varias temporadas, y Rodolfo Mulhall. Se coronó campeón de la Copa Vila de ese año y fue subcampeón de las copas Competencia e Ibarguren al caer en ambas en la definición 1-0 con Boca Juniors.
En 1920 se produjo un nuevo cisma en la organización del fútbol rosarino (el anterior había sido en 1912); Rosario Central se separó de la Liga Rosarina de Fútbol y se afilió a la Asociación Amateurs Rosarina de Football, de la cual fue campeón de liga en 1920 y 1921. Además se coronó campeón a nivel nacional, al ganar la Copa de Competencia, derrotando en la final a Almagro 2-0 el 12 de diciembre de 1920. Fioroni integró el mediocampo junto a José Ángel Pignani y Jacinto Perazzo.

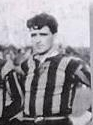
Fioroni en 1927.

Con la reunificación de la Liga Rosarina, Rosario Central sumó un nuevo título al consagrarse en la Copa Estímulo 1922. Al año siguiente obtuvo la Copa Vila. En las temporadas siguientes, Central mostró irregularidad en los resultados, principalmente debido a un continuo recambio de jugadores, siendo Fioroni uno de los pocos afianzados en la titularidad. Participó en el partido inaugural del nuevo estadio de Arroyito, en el que Central batió a Newell's 4-2 el 14 de noviembre de 1926. Con nuevos laderos en el mediocampo, tales como Serapio Mujica y Félix Sarasíbar, colaboró en el repunte de Central al obtener la Copa Vila en dos años consecutivos: 1927 y 1928. En la última de estas, el título se definió tras una final desempate ante Newell's Old Boys, disputada el 16 de diciembre de 1928, con victoria auriazl 1-0, gol de José Podestá.
La temporada 1929 fue la última de Fioroni como futbolista, cediendo su lugar al santiagueño Teófilo Juárez. Cerró su participación en el canalla con 115 partidos jugados, 9 goles convertidos y 8 campeonatos ganados.

## Clubes
| Club            | País      | Año       |
| --------------- | --------- | --------- |
| Rosario Central | Argentina | 1918-1929 |

## Palmarés

### Torneos nacionales oficiales
| Equipo          | País      | Título              | Año  |
| --------------- | --------- | ------------------- | ---- |
| Rosario Central | Argentina | Copa de Competencia | 1920 |

### Torneos regionales oficiales
| Equipo          | País      | Título                                   | Año  |
| --------------- | --------- | ---------------------------------------- | ---- |
| Rosario Central | Argentina | Copa Nicasio Vila                        | 1919 |
| Rosario Central | Argentina | Asociación Amateurs Rosarina de Football | 1920 |
| Rosario Central | Argentina | Asociación Amateurs Rosarina de Football | 1921 |
| Rosario Central | Argentina | Copa Estímulo                            | 1922 |
| Rosario Central | Argentina | Copa Nicasio Vila                        | 1923 |
| Rosario Central | Argentina | Copa Nicasio Vila                        | 1927 |
| Rosario Central | Argentina | Copa Nicasio Vila                        | 1928 |